# Network of European Worldshops
Network of European Worldshops (NEWS!) è un'organizzazione che raccoglie 15 associazioni nazionali di 13 paesi europei. Rappresenta circa 2.500 Botteghe del mondo ed oltre 100.000 volontari. La rete è nata dalla cooperazione di piccoli gruppi locali che hanno deciso di unire le forze istituendo le rispettive associazioni nazionali con lo scopo di scambiarsi le informazioni, imparare dall'esperienza altrui, ed acquisire maggiore visibilità.
NEWS! si occupa di: 
- Campagne informative a livello europeo (ad esempio: Cibo per la mente). Ciò non solo allevia le associazioni nazionali di un enorme carico di lavoro, ma assicura una copertura mediatica maggiore. NEWS! sta per lanciare una nuova campagna di pressione della durata di 3 anni sul lavoro minorile.
- Quasi tutti i membri stanno lavorando sulla "professionalizzazione delle botteghe" con lo scopo di aumentare le opportunità di mercato per i produttori e migliorare l'immagine delle botteghe.
- NEWS! è un forum dove le organizzazioni nazionali possono scambiarsi le idee e le esperienze.
- NEWS! è politicamente attivo: in collaborazione con FLO, IFAT e EFTA rappresenta il movimento del commercio equo innanzi alle istituzioni europee a Bruxelles, all'ONU così come nel Forum sociale europeo e nel Forum sociale mondiale.

Attualmente solo la "Vecchia Europa" è rappresentata in NEWS!. Ciò nonostante NEWS! sta lavorando con diverse organizzazioni dei nuovi membri dell'Unione europea per renderli parte della Rete. Inoltre per avere una visione globale del movimento delle Botteghe del mondo NEWS! è in contatto con organizzazioni partner in Nord America e Giappone, così come con le Botteghe dei produttori.
In Italia le organizzazioni di commercio equo e solidale socie di NEWS! sono Assobotteghe e CTM Altromercato.